# Gunnar Carlquist
Nils Vilhelm Gunnar Carlquist (født 3. februar 1889 i Knästorp i Skåne, død 19. november 1963 i Lund) var en svensk historiker og biblioteksmand.
Carlquist blev student 1906 og dr.phil. 1920 ved Lunds Universitet, andre bibliotekar 1918 og første 1920 ved Lunds Universitetsbibliotek, hvor han 1939–1955 var overbibliotekar. Han har forfattet afhandlinger om Karl XII-tiden i Karolinska förbundets årsbok (1911, 1915) og i det af Samuel Ebbe Bring udgivne værk Karl XII (1918), Carl Fredrik Scheffer och Sveriges politiska förbindelser med Danmark 1752–65 (disputats 1920) med mere samt udgivet blandt andet Ur Henning Hamiltons brefsamling (1–2, 1914), Sockenbeskrifningar från Frosta härad författade af häradets präster 1746–1747 (1920) och Landshöfdingen G. W. Hamilton och hans anteckningar ifrån Karl Johanstiden (1921). Carlquist var hovedredaktør for Svensk uppslagsbok 1929–37 og 1944–55 samt tilhørte redaktionen for Svenskt biografiskt lexikon fra 1938. Han fik 1937 i oppdrag at udgive et nyt herdaminne for Lunds Stift. Efter hans død fortsattes arbejdet af andre og blev færdigt 2006. I 1953 blev han teologisk æresdoktor.